# فريدمان ماترن
فريدمان ماترن (بالإنجليزية: Friedemann Mattern)‏ (ولد في 28 يوليو 1955) وهو عالم ألماني.
درس ماترن علوم الكمبيوتر وتخصص في علوم الاتصالات في جامعة بون ثم أصبح ماترن أحد مهندسي تصميم -دارة التكامل الفائق- VLSI والتوازي في جامعة كايزرسلاوترن للتكنولوجيا. حصل على درجة الدكتوراه في عام 1989 بعد كتابة أطروحة حول الخوارزميات الموزعة. في عام 1991، تم منح ماترن منصبًا تدريسيًا في جامعة سارلاند في ساربروكن. انتقل في وقت لاحق إلى جامعة دارمشتات للتكنولوجيا، حيث بدأ برنامج البنية التحتية للأسواق الإلكترونية. في عام 1999، استجاب ماترن لدعوة المعهد الفدرالي السويسري للتكنولوجيا في زيورخ لإنشاء مجموعة أبحاث الحوسبة في كل مكان. منذ خريف عام 2002، عمل ماترن في مؤسسة مجلس تأسيس الحوسبة السائدة. وهو حالياً مسؤول عن برنامج النظم الموزعة في المعهد الفدرالي السويسري للتكنولوجيا في زيورخ. كما أن ماترن هو أحد مؤسسي مركز M-Lab المشترك في المعهد الفدرالي السويسري للتكنولوجيا في زيورخ وجامعة سانت غالن.
عمل ماترن جنبا إلى جمب مع كولن فريدج وطوروا خوارزمية متجه على مدار الساعة، والتي تسمح بتوليد ترتيب جزئي للأحداث في نظام موزع.

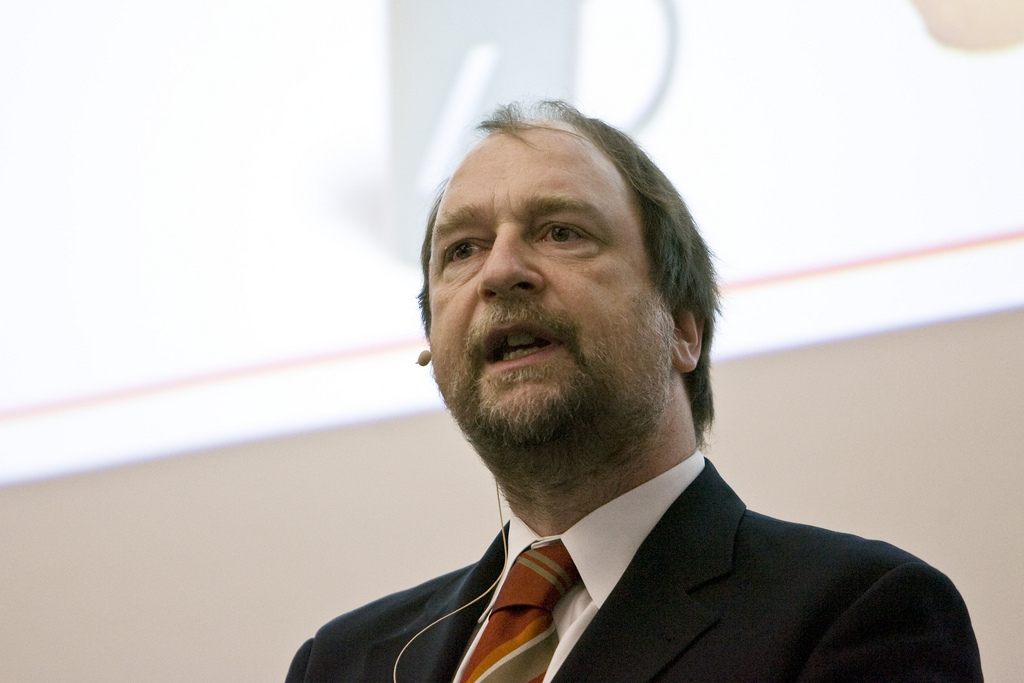
فريدمان ماترن